# Pornografija
Pornografija je eksplicitno prikazivanje spolnog odnosa.
Izvorno značenje riječi je „ilustriranje bludničenja”. Za razliku od erotike pornografija ne teži umjetničkom izražavanju, već na vjeran način želi prikazati spolni čin s ciljem pobuđivanja spolnog uzbuđenja. 
U većini zemalja filmovi za odrasle smatraju se sablažnjivima pa se na televiziji prikazuju u kasnijim terminima, i kao takvi podložni su cenzuri. Također, prikazuju se na specijaliziranim programima kabelske televizije, s mjerama kako ne bi bili lako dostupni maloljetnicima. Pornografski sadržaji u vidu slika, priča i osobnih oglasa na tržištu se pojavljuju u posebnim časopisima, koji zbog toga plaćaju poseban porez.
Na internetu postoji mnoštvo web stranica s filmskim porno i srodnim sadržajima, što je najdostupniji oblik pornografije danas (npr. Redtube). Uvriježilo se pornografske sadržaje označavati oznakom XXX.
U antičko vrijeme, pornografski su se prikazi koristili za dekoraciju u javnim kućama, prostorima u kojima se odvijala prostitucija.
Do sredine 20. stoljeća, pornografija je bila zabranjena posvuda u svijetu, da bi potom zabrane bile ublažavane. Pornografija je danas strogo zabranjena u muslimanskim zemljama, Kini i malom broju drugih zemalja. U tim zemljama ograničava se i pristup internetskim stranicama s pornografskim sadržajima. Međutim, i danas je posvuda u svijetu zabranjeno i oštro kažnjivo korištenje djece i maloljetnika u pornografskim sadržajima, kao i prikazivanje pornografskih sadržaja djeci.
Učestalo korištenje pornografije može negativno utjecati na mentalno zdravlje pojedinca. U nekim slučajevima može biti povezano s mentalnim poremećajima spolnog nagona (patološka seksualnost) - parafilijama.
Prema studiji objavljenoj u SAD 2015. god., u toj zemlji korištenje pornografije raste kako je ona u većoj mjeri dostupna - danas posve lako putem interneta: dok je 1970.-ih godina 44,9 posto tamošnjih mladih muškaraca u dobi 18-26 godina i 28 posto žena te dobne skupine pogledalo barem jedan pornografski film u zadnjih godinu dana, u razdoblju 2008. – 2012. god. ti su se postotci povećali na 61,5 posto kod mladih muškaraca i 35,7 posto kod mladih žena. Tijekom životnog sazrijevanja sklonost konzumiranju pornografije opada, te je tako u dobnoj grupi 36-44 bilo u razdoblju 2008. – 2012. god. evidentirano u SAD 56,2 posto muškaraca i 82,3 posto žena koji nisu u zadnjih godinu dana pogledali nikakav pornografski film.